# Glenn Warfe
Glenn Warfe (* 19. Januar 1984 in Werribee, Melbourne) ist ein australischer Badmintonspieler.

## Karriere
2008 nahm Warfe bei den Olympischen Sommerspielen in Peking im Herrendoppel teil. Er startete dabei mit Ross Smith. Sie verloren jedoch schon ihr Auftaktmatch und belegten lediglich den neunten Platz im Gesamtklassement.
Im selben Jahr gewannen beide die Ozeanienmeisterschaft.

### Erfolge
| Saison | Veranstaltung                     | Disziplin    | Platz | Name                            |
| ------ | --------------------------------- | ------------ | ----- | ------------------------------- |
| 2005   | Fiji International                | Herrendoppel | 1     | Glenn Warfe / Ross Smith        |
| 2006   | Victorian International           | Mixed        | 2     | Glenn Warfe / Susan Dobson      |
| 2006   | Australien: Einzelmeisterschaften | Herrendoppel | 2     | Ross Smith / Glen Warfe         |
| 2006   | Australien: Einzelmeisterschaften | Mixed        | 3     | Glen Warfe / Susan Dobson       |
| 2006   | Ozeanienmeisterschaft             | Herrendoppel | 3     | Ross Smith / Glenn Warfe        |
| 2008   | Australien: Einzelmeisterschaften | Herrendoppel | 2     | Jeff Tho / Glenn Warfe          |
| 2008   | Ozeanienmeisterschaft             | Herrendoppel | 1     | Glenn Warfe / Ross Smith        |
| 2008   | Australien: Einzelmeisterschaften | Mixed        | 3     | Glenn Warfe / Louise McKenzie   |
| 2009   | Auckland International            | Mixed        | 1     | Glenn Warfe / Renuga Veeran     |
| 2010   | Tahiti International              | Herrendoppel | 1     | Glenn Warfe / Ross Smith        |
| 2010   | Ozeanienmeisterschaft             | Herrendoppel | 1     | Glenn Warfe / Ross Smith        |
| 2010   | Ozeanienmeisterschaft             | Mixed        | 1     | Glenn Warfe / Kate Wilson-Smith |